# Carros
Carros település Franciaországban, Alpes-Maritimes megyében. Lakosainak száma 13 729 fő (2022. január 1.). Carros Le Broc, Castagniers, Colomars, Gattières, Saint-Blaise és Saint-Martin-du-Var községekkel határos.

## Népesség
A település népességének változása:
| Lakosok száma | 963  | 8457 | 10 747 | 11 379 | 11 756 | 12 008 | 12 329 | 12 550 | 12 875 | 13 729 |
|               | 1968 | 1982 | 1990   | 2006   | 2013   | 2015   | 2017   | 2019   | 2020   | 2022   |